# Linnésgade
Linnésgade er en gade i Indre By (København), opkaldt efter den svenske botaniker Carl von Linné (1707–1778). Gaden løber parallelt med Rømersgade langs Israels Plads.

## Historie
Omkring Linnésgade lå en af Københavns tidlige assistancekirkegårde, anlagt i 1546 for at aflaste de overfyldte kirkegårde inden for voldene. I 1560'erne blev der opført et kapel, som i 1628 blev erstattet af en egentlig kirke. Denne kirke eksisterede dog kun i 30 år, da den blev nedbrudt under svenskernes belejring af København i 1658. Kirkegården blev senere nedlagt, da Assistens Kirkegård i Nørrebro blev anlagt og dækkede behovet for begravelsespladser.
Linnésgade blev først bebyggget i 1880’erne, efter at Københavns voldanlæg blev opgivet og området blev frigivet til boligbyggeri. På kort fra ca. 1880 ses det, at der kun var få bygninger i gaden på dette tidspunkt.

## Skoler, bygninger og arkitektur
I Linnésgade ligger flere bygninger, der hører til Zahles Skole og Seminarium. En af gadens mest markante bygninger er den tidligere Det Tekniske Selskabs Skole, der ligger ud mod Ørstedsparken. Den blev opført omkring 1881 med Ludvig Fenger (1833–1905) som arkitekt. Bygningen er inspireret af italiensk arkitektur og anvendes i dag af Niels Brocks internationale gymnasium.
Bygningens facade er udsmykket med fajancefliser, en gave fra fabrikken Aluminia. Fliserne viser portrætter af Ole Rømer, Tycho Brahe, H. C. Ørsted og Bertel Thorvaldsen og blev designet af maleren Nilaus Fristrup (1837–1909).
Linnésgade ligger overfor fødevaremarkedet TorvehallerneKBH.